# Stockheim (Bad Lausick)
Stockheim ist ein Ortsteil der Ortschaft Steinbach
der Stadt Bad Lausick im sächsischen Landkreis Leipzig. Er wurde am 1. Oktober 1972 nach Steinbach eingemeindet, mit dem er am 1. Januar 1999 zur Stadt Bad Lausick kam.

## Geografie

### Geografische Lage und Verkehr
Stockheim liegt im Nordwesten von Bad Lausick im Sächsischen Burgen- und Heideland. Im Ort entspringt der Göselbach, ein Zufluss der Pleiße. Östlich des Orts verläuft die Bahnstrecke Leipzig–Geithain.

### Nachbarorte
|                     | Otterwisch                                  |          |
| Hainichen mit Apelt | Kompassrose, die auf Nachbargemeinden zeigt | Großbuch |
|                     | Steinbach                                   |          |

### Nahverkehr
Im öffentlichen Nahverkehr ist Stockheim über die Haltestelle Stockheim mit folgenden Linien erreichbar:
- TaktBus 277 (THÜSAC): Bad Lausick – Stockheim – Lauterbach – Steinbach – Beucha – Kitzscher
- Bus 617 (RBL): Kitzscher – Stockheim – Otterwisch – Großbardau – Grimma

## Geschichte

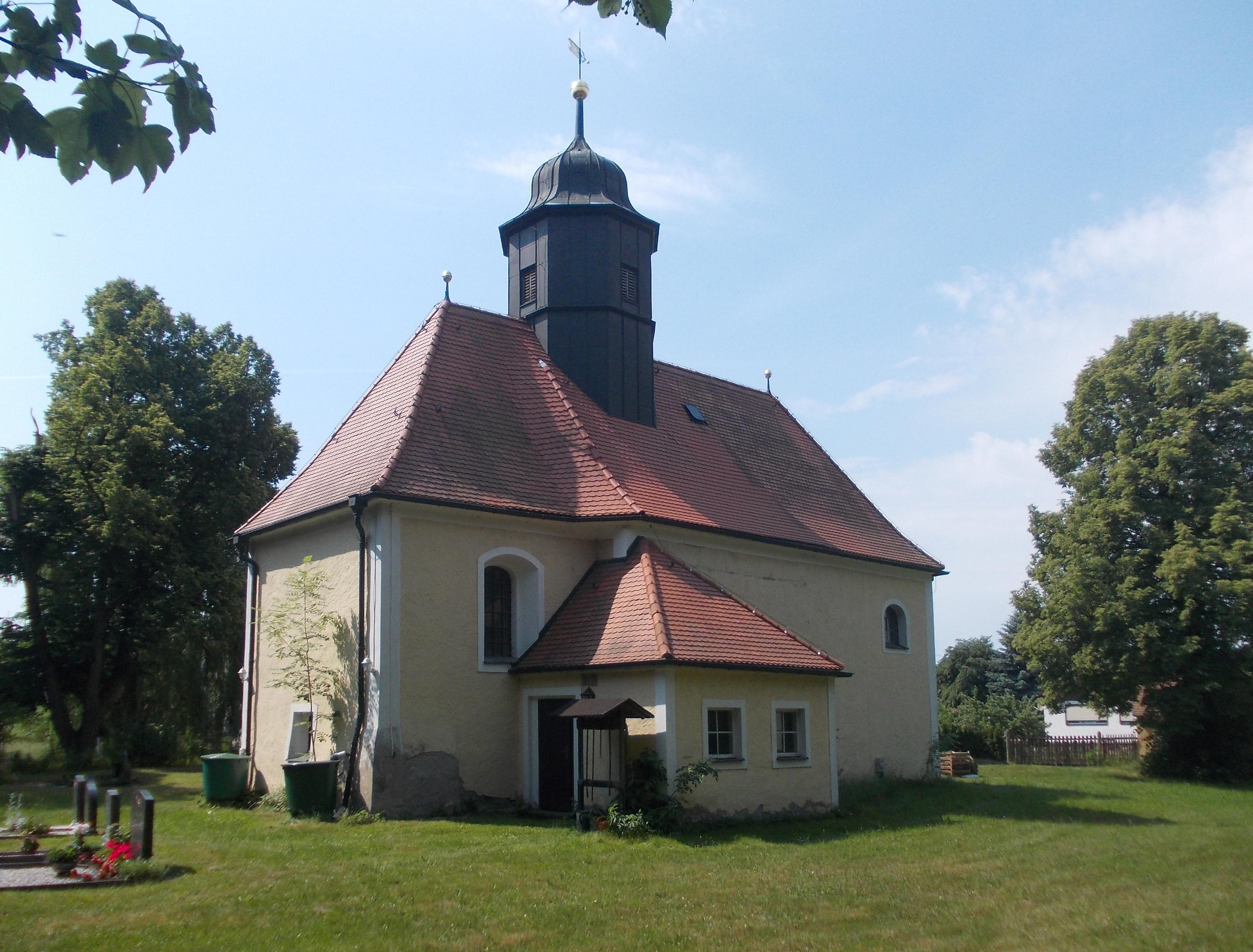
Dorfkirche Stockheim

Das Platzdorf Stockheim am Göselbach wurde im Jahr 1204 als Stoccheim erstmals erwähnt. Bezüglich der Grundherrschaft gehörte der Ort bis ins 19. Jahrhundert zum Rittergut Pomßen. Die Kirche von Stockheim gehörte ursprünglich als Filialkirche zum Kloster Nimbschen. Nach dessen Auflösung im Zuge der Reformation im Jahr 1536/1542 kam die Kirchgemeinde Stockheim als Filiale zu Otterwisch. Stockheim lag um 1394 in der Pflege Naunhof, die im Jahr 1487 mit dem Erbamt Grimma vereinigt wurde. Dadurch bildete Stockheim bis 1856 den südwestlichsten Ort im Kerngebiet des kurfürstlich-sächsischen bzw. königlich-sächsischen Erbamts Grimma. Bei den im 19. Jahrhundert im Königreich Sachsen durchgeführten Verwaltungsreformen wurden die Ämter aufgelöst. Dadurch kam Stockheim im Jahr 1856 unter die Verwaltung des Gerichtsamts Lausick und 1875 an die neu gegründete Amtshauptmannschaft Borna.
Durch die zweite Kreisreform in der DDR im Jahr 1952 wurde die Gemeinde Stockheim dem Kreis Borna im Bezirk Leipzig angegliedert. Am 1. Oktober 1972 erfolgte die Vereinigung von Stockheim und der Gemeinde Beucha-Steinbach zur neuen Gemeinde Steinbach. Ab 1990 gehörte Stockheim als Ortsteil von Steinbach zum sächsischen Landkreis Borna. Bei der ersten sächsischen Kreisreform im Jahr 1994 war die Gemeinde Steinbach der einzige Ort des Landkreises Borna, der nicht zum Landkreis Leipziger Land, sondern zum Muldentalkreis kam. Seit der Eingemeindung von Steinbach mit seinen Ortsteilen nach Bad Lausick am 1. Januar 1999 gehört Stockheim zum Ortsteil Steinbach der Stadt Bad Lausick.